# Pyrzyce
Pyrzyce (łac. Piriseum lub Pirissa, niem. Pyritz) – miasto powiatowe w województwie zachodniopomorskim, leżące około 45 km na południowy wschód od centrum Szczecina. Siedziba miejsko-wiejskiej gminy Pyrzyce.
W latach 1946–1998 miasto administracyjnie należało do województwa szczecińskiego.
Według danych GUS z 30 czerwca 2021 r., Pyrzyce liczyły 12 435 mieszkańców i były pod względem liczby ludności 20. miastem w województwie zachodniopomorskim.

## Lokalizacja
Pyrzyce położone są nad Kanałem Młyńskim, na rolniczych terenach Równiny Pyrzycko-Stargardzkiej. Łagodny klimat Pobrzeża Szczecińskiego oraz żyzne gleby (czarne ziemie) umożliwiają wydajną hodowlę roślin, dzięki której miasto rozwijało się przez wieki.
Integralne części Pyrzyc stanowią: Górne, Karniewo, Obojno, Pogorzałki, Polnik, Sicina.

## Nazwa miasta
Nazwa Pyrzyce pochodzi najprawdopodobniej od prasłowiańskiego apelatywu *pyrъ, oznaczającego gatunek pszenicy (z czasem nazwa została przeniesiona na pospolite chwasty, por. staropolskie pyrz, dziś perz). Nazwa podkreśla historyczne związki miasta z gospodarką rolną. Po II wojnie światowej funkcjonowała także nazwa Perzyce. Obecnie obowiązującą nazwę wprowadzono rozporządzeniem ministrów Administracji Publicznej i Ziem Odzyskanych z dnia 7 maja 1946 roku.
Do roku 1945, czyli do całkowitego zniszczenia podczas walk o miasto i znalezienia się Pyrzyc w granicach Polski, miejscowość ze względu na jej dobrze zachowaną starówkę nazywana była Rothenburgiem Pomorza.

## Historia

### Średniowiecze
Osadnictwo w rejonie Pyrzyc jest bardzo stare, wzmianki pisane pojawiają się w VIII-IX wieku (opis w Geografie Bawarskim). Obszar został włączony do państwa polskiego przez Mieszka I ok. 967 roku, ale od XI wieku gród znowu prowadził samodzielną politykę w ramach państwowości pomorskiej.
W 1124 r. mieszkańcy Pyrzyc przyjęli chrzest. Pyrzyce były jednym z pierwszych miast Pomorza Zachodniego, które przyjęły chrześcijaństwo. Na czele misji chrystianizacyjnej, wysłanej na Pomorze Zachodnie przez polskiego księcia Bolesława Krzywoustego, stał biskup niemiecki Otton z Bambergu, późniejszy św. Otton, od 2006 r. patron miasta. W 1140 założono kościół.
W XII wieku Pyrzyce były grodem kasztelańskim, a w kolejnym wieku ośrodkiem wójtostwa krajowego. W latach 1230–1240 przy wczesnośredniowiecznym grodzie powstało „nowe” miasto, wzorowane na miastach Europy Zachodniej. Miało owalny kształt, dwie główne ulice, w centrum znajdował się obszerny plac targowy, na którym później wzniesiono kościół farny oraz ratusz. Z czasem przejęło ono funkcje dawnego grodu, a podgrodzie przeszło w poczet dóbr klasztoru augustianek. Z 1248 pochodzi najstarsza wzmianka o książęcej mennicy księcia pomorskiego Barnima I w Pyrzycach.
Znajdował się tu gród kasztelański zburzony w 1283, obok grodu powstała osada typu miejskiego, która otrzymała prawa miejskie w 1263 z rąk księcia zachodniopomorskiego Barnima I. XIII wiek to czas intensywnego rozwoju. Miasto rozpoczęło budowę systemu fortyfikacji – murów obronnych, fosy i wałów. Mury były rozbudowywane w kolejnych wiekach. Rozwijały się sukiennictwo i tkactwo, a mieszczanie uzyskali przywilej bicia własnej monety. W 1320 mieszkańcy uzyskali prawo wolnej żeglugi na Pianie i Świnie. W 1322 r. książęta Otton I i Barnim III nadali miastu wieś Czarnowo, a w 1326 r. potwierdzili stare prawo bicia monet.
Mimo licznych wojen Pyrzyce długo pozostawały niezdobyte. Najcięższe oblężenie miało miejsce w 1478 r., gdy książę Bogusław X bronił się przed natarciem 10-tysięcznego wojska elektora brandenburskiego Albrechta.
O rozwoju i znaczeniu Pyrzyc od wieków decydowało rolnictwo. Było to spowodowane warunkami naturalnymi – tutejsze gleby (tzw. czarne ziemie) są wyjątkowo żyzne. W średniowieczu Pyrzyce nazywano spichlerzem Pomorza Zachodniego.

### W kolejnych wiekach

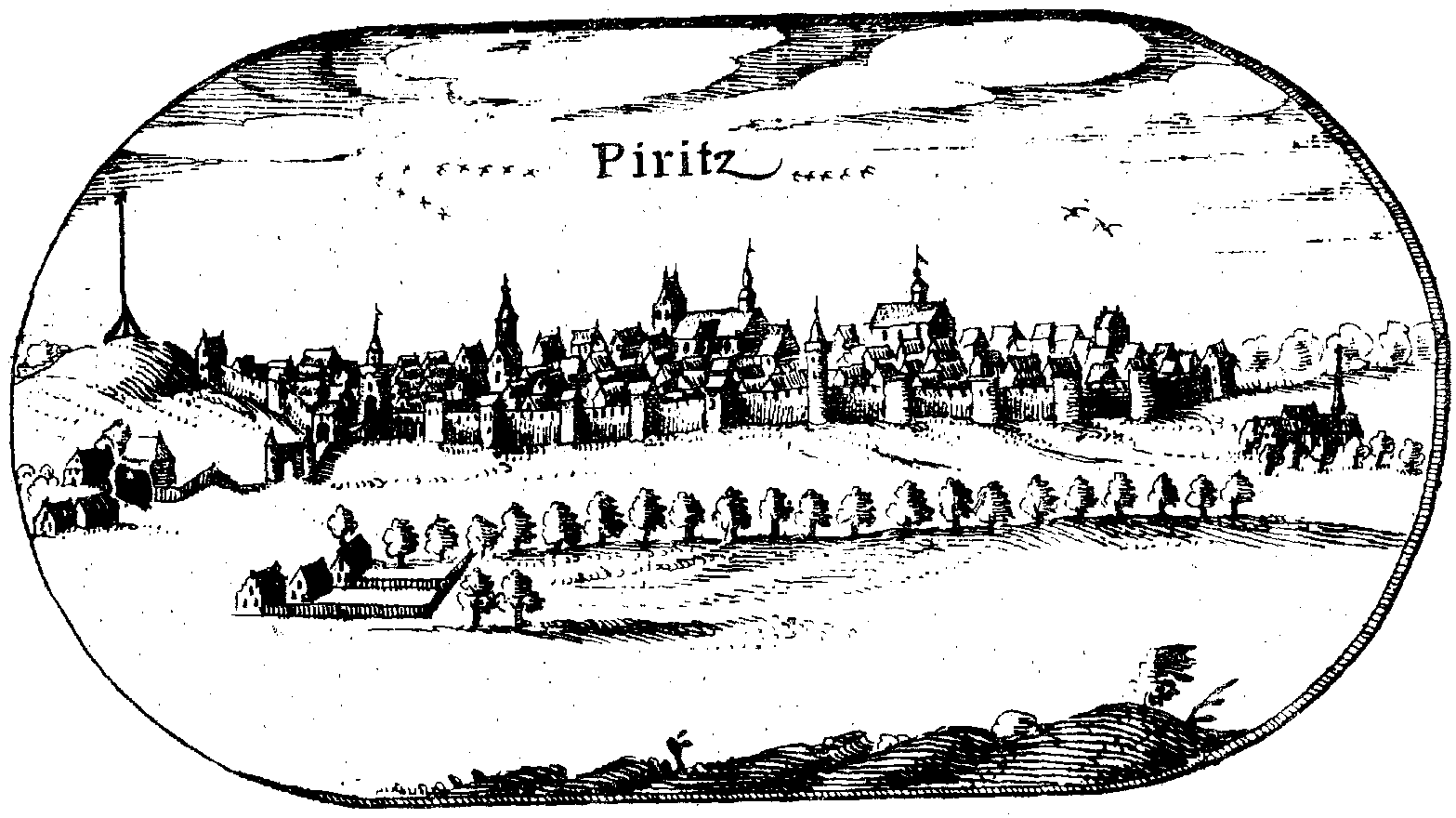
Panorama miasta z Wielkiej Mapy Księstwa Pomorskiego, (1618)

Od 1493 r. miasto należało do księstwa pomorskiego. XVI wiek to okres gospodarczego ożywienia Pyrzyc, przybyli wówczas szkoccy tkacze, rozwój został zahamowany w wieku XVII. W czasie wojny trzydziestoletniej okupowane kolejno przez wojska cesarskie od 1628, szwedzkie od 1630, ponownie cesarskie od 1635 i ponownie szwedzkie od 1636. Miasto zostało splądrowane przez wojska cesarskie i szwedzkie, a w 1634 w znacznym stopniu zniszczone przez pożar. W 1637 r. pozostały pod władaniem Szwecji. Od 1653 r. znalazły się w granicach Brandenburgii, później Królestwa Pruskiego.
Rozwój w połowie XVIII w. również wiązał się z rolnictwem. Miasto zaczęło się wówczas rozwijać poza linią murów (część południowa). W XIX w. dodatkowy impuls dały Pyrzycom uruchomienie połączenia kolejowego ze Stargardu przez Myślibórz do Kostrzyna nad Odrą (1882), a pod koniec XIX w. odgałęzienia do Gryfina, Godkowa i Płońska. Dworzec kolejowy usytuowano na przedmieściu północnym, co spowodowało rozbudowę tej części miasta. W tym samym, 1882 roku, oddano do użytku seminarium nauczycielskie (obecnie szpital).

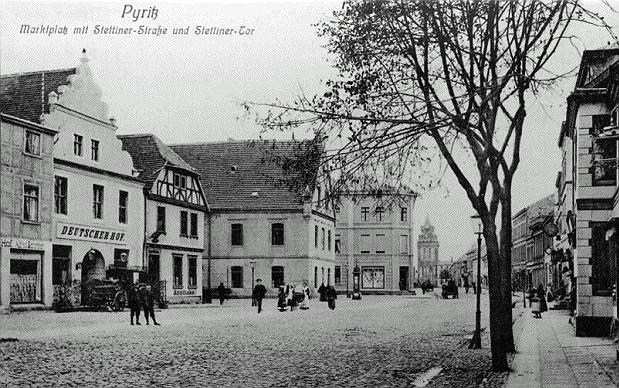
Rynek w 1890 r.

W XIX i XX wieku na ziemię pyrzycką przyjeżdżały tysiące Polaków. Pracowali w tutejszych gospodarstwach rolnych. W 1909 r. z ich składek powstała polska kaplica katolicka przy dzisiejszej ulicy Lipiańskiej, obecnie nieistniejąca.
W pierwszych dziesięcioleciach XX wieku oddawano do użytku sieci kanalizacyjną, wodociągową i gazową. Od 1921 r. powstawały osiedla przy obecnych ulicach Wojska Polskiego, Ogrodowej i Jana Pawła II (wcześniej Klonowa). Zbudowano też obiekty sportowe, m.in. odkryty basen o wymiarach olimpijskich.
W czasie II wojny światowej Niemcy utworzyli w mieście dwa podobozy pracy przymusowej obozu jenieckiego Stalag II D. Zimą 1945 r. zostały ustanowione przez Niemców twierdzą broniącą dostępu do Szczecina. Po trwających ponad miesiąc działaniach wojennych 2 marca 1945 r. twierdza została zdobyta przez oddziały 47 Armii Radzieckiej I Frontu Białoruskiego dowodzonej przez gen. F. Pierchorowicza (po wojnie dla uczczenia tych oddziałów w miejscu gdzie pochowano 850 żołnierzy radzieckich przy murze obronnym miasta postawiono Kolumnę Zwycięstwa, a przy ulicy Mickiewicza w parku – pomnik – czołg). Data ta to symboliczny początek administracji polskiej w mieście. W wyniku walk zostało ono zniszczone w 90%. Znaczna część zabytków jednak przetrwała.

### Po II wojnie światowej
Zniszczenia powojenne były powodem przeniesienia latem 1945 r. siedziby powiatu do Lipian. Po pięciu latach, naznaczonych odgruzowywaniem miasta i początkami jego odbudowy, Pyrzyce znów stały się siedzibą powiatu.
W 1958 r. zaczęto odbudowę gotyckiego kościoła pod wezwaniem Najświętszej Marii Panny. Wśród ocalałych budowli znalazła się też kaplica Świętego Ducha, która po renowacji została zaadaptowana w 1969 r. na bibliotekę miejską. Odrestaurowano ratusz miejski, który stał się jak dawniej siedzibą władz. Dokonano również konserwacji i odrestaurowania zniszczonych odcinków murów miejskich (głównie w części północnej). W 1991 r. zakończono remont kościoła poaugustiańskiego Najświętszej Marii Panny Bolesnej, który znajduje się w historycznie najstarszej części miasta (ul. Staromiejska).
Po wojnie intensywnie rozwijało się budownictwo mieszkaniowe. Rok 1960 był początkiem budowy bloków mieszkalnych, które powstawały na terenie zniszczonej starówki. We wschodniej części Pyrzyc, przy ulicy Słonecznej, stanęło osiedle mieszkaniowe Kombinatu Państwowych Gospodarstw Rolnych. W kolejnych latach zbudowano osiedla przy ul. Narutowicza i ul. Obrońców Stalingradu (późniejsza ul. Stargardzka), przy ul. Dworcowej i ul. Rejtana, osiedle Pod Lipami, a także usytuowane z dala od centrum miasta osiedle domów jednorodzinnych przy ul. Mickiewicza.
1 stycznia 1973 r. na podstawie uchwały Wojewódzkiej Rady Narodowej Pyrzyce stały się siedzibą gminy. W mieście znajdowała się Gminna Rada Narodowa licząca 68 radnych. W skład rady wchodziły cztery komisje: Planu, Budżetu i Finansów oraz Spraw Komunalnych i Zaopatrzenia; Rolnictwa; Oświaty, Kultury i Spraw Socjalnych; Ładu i Porządku Publicznego. Powołano wspólny dla miasta i gminy Urząd Stanu Cywilnego oraz Społeczną Komisję Pojednawczą. 9 grudnia 1973 r. w miejsce Urzędu Gminy oraz Prezydium Miejskiej Rady Narodowej powołano Urząd Miasta i Gminy.
W 1989 r. rozpoczęła działalność nowa oczyszczalnia ścieków, a od 1997 r. Pyrzyce, jako pierwsze miasto w Polsce, mogły się pochwalić posiadaniem ciepłowni geotermalnej.
W 1987 r. zlikwidowany został odcinek kolei do Płońska, a w następnych latach zamknięto kolejne połączenia pasażerskie. W 2004 r. wyłączono z ruchu ostatnie połączenie, z Pyrzyc do Stargardu. Obecnie trasa kolejowa jest wykorzystywana tylko do przewozów towarowych. W 2009 rozebrano linię kolejową do Gryfina i odcinek Głazów – Myślibórz, w 2012 rozmontowano linię do Godkowa. Obecnie przez Pyrzyce przechodzi jedynie linia kolejowa Stargard – Pyrzyce – Głazów.
Od 1 stycznia 1999 r. (wejście w życie reformy administracyjnej) miasto jest siedzibą powiatu, wchodzącego w skład województwa zachodniopomorskiego. Powiat pyrzycki obejmuje gminy: Pyrzyce, Lipiany, Bielice, Przelewice, Kozielice oraz Warnice.

### Kalendarium
- ok. 845 – dokument Geograf Bawarski wymienia nazwę plemienia Prissani (Pyrzyczanie)
- ok. 967 – obszar włączony do Polski przez Mieszka I[7]
- 1124 – przybycie do miasta misjonarzy z Ottonem z Bambergu i chrzest Pyrzyczan
- 1230 – 1240 – powstawanie miasta wzorowanego na zachodnioeuropejskich (powstało obok dawnego grodu)
- XIII w. – budowa miejskich umocnień: wałów, fosy oraz muru z bramami wjazdowymi
- 1248 – najstarsza wzmianka o mennicy księcia pomorskiego Barnima I w Pyrzycach[10]
- 1263 – uzyskanie praw miejskich (lokacja na prawie magdeburskim)
- 1283 – najazd Brandenburczyków zakończony spaleniem starego słowiańskiego grodu[20]
- XIV – XV w. – rozbudowa murów miejskich, dobudowanie baszt
- 1628 – początek okupacji cesarskiej[13]
- 1630 – początek okupacji szwedzkiej[13]
- 1634 – spalenie miasta przez wojska szwedzkie
- 1635 – ponowna okupacja cesarska[13]
- 1636 – ponowna okupacja szwedzka[13]
- 1637 – początek władzy Szwedów
- 1653 – początek panowania brandenburskiego (później pruskiego, a następnie niemieckiego)
- 1882 – uruchomienie połączenia kolejowego; otwarcie seminarium nauczycielskiego (obecnie szpital)
- 1909 – powstanie pierwszego kościoła katolickiego po reformacji
- 1912 – utworzenie Parku Miejskiego
- 1936 – włączenie do miasta przylegającej do niego wsi Stare Miasto
- 1945 – zdobycie miasta przez Armię Czerwoną, zniszczeniu uległo 90% zabudowy
- 1950 – przeniesienie z Lipian siedziby powiatu
- 1958 – utworzenie klubu piłkarskiego „Sokół” Pyrzyce
- 1960 – rozpoczęcie budowy bloków mieszkalnych na miejscu zniszczonej starówki
- 1964 – oddanie do użytku nowego stadionu przy ul. Sportowej
- 1969 – otwarcie biblioteki miejskiej w budynku dawnej kaplicy św. Ducha
- 1973 – powołanie Urzędu Miasta i Gminy
- 1980 – pierwsza edycja Pyrzyckich Spotkań z Folklorem
- 1989 – powstanie nowej oczyszczalni ścieków
- 1997 – uruchomienie ciepłowni geotermalnej
- 1999 – po reformie administracyjnej Pyrzyce siedzibą powiatu
- 2011 – otwarcie kina w Pyrzyckim Domu Kultury
- 2012 – udostępnienie mieszkańcom dwóch tężni na Placu Wolności.

## Demografia
Według danych z 31 grudnia 2012 roku liczba mieszkańców miasta wynosiła 12 826.

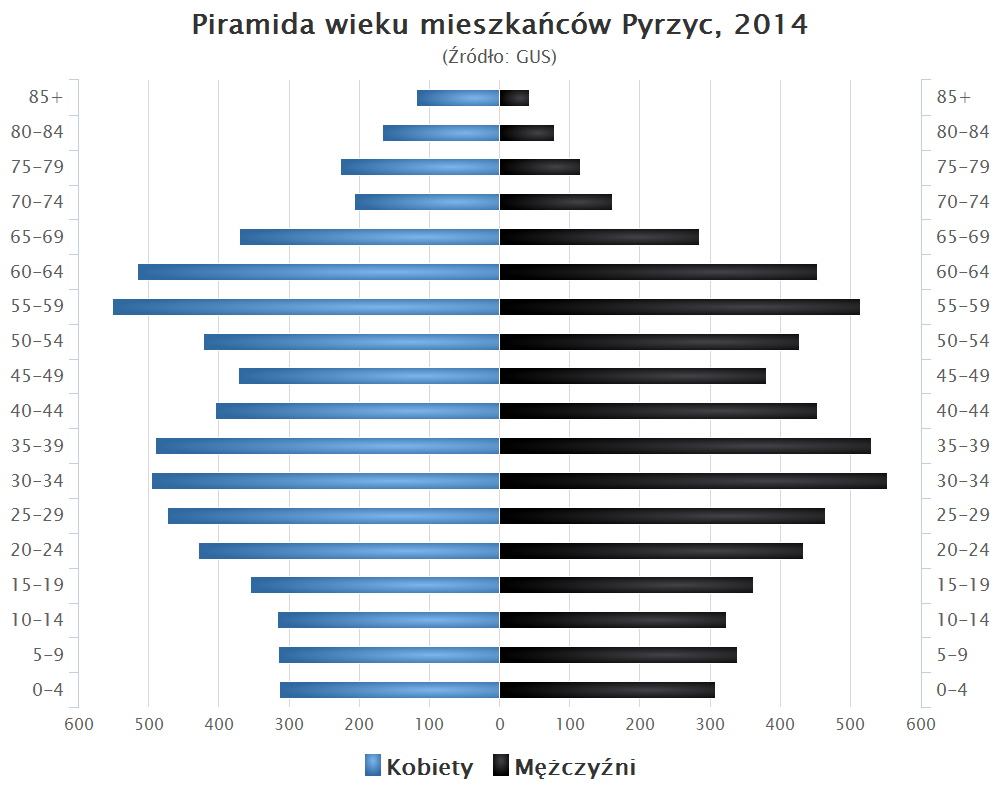
Piramida wieku mieszkańców Pyrzyc w 2014 roku

## Architektura

Zabytki chronione prawnie w Pyrzycach:

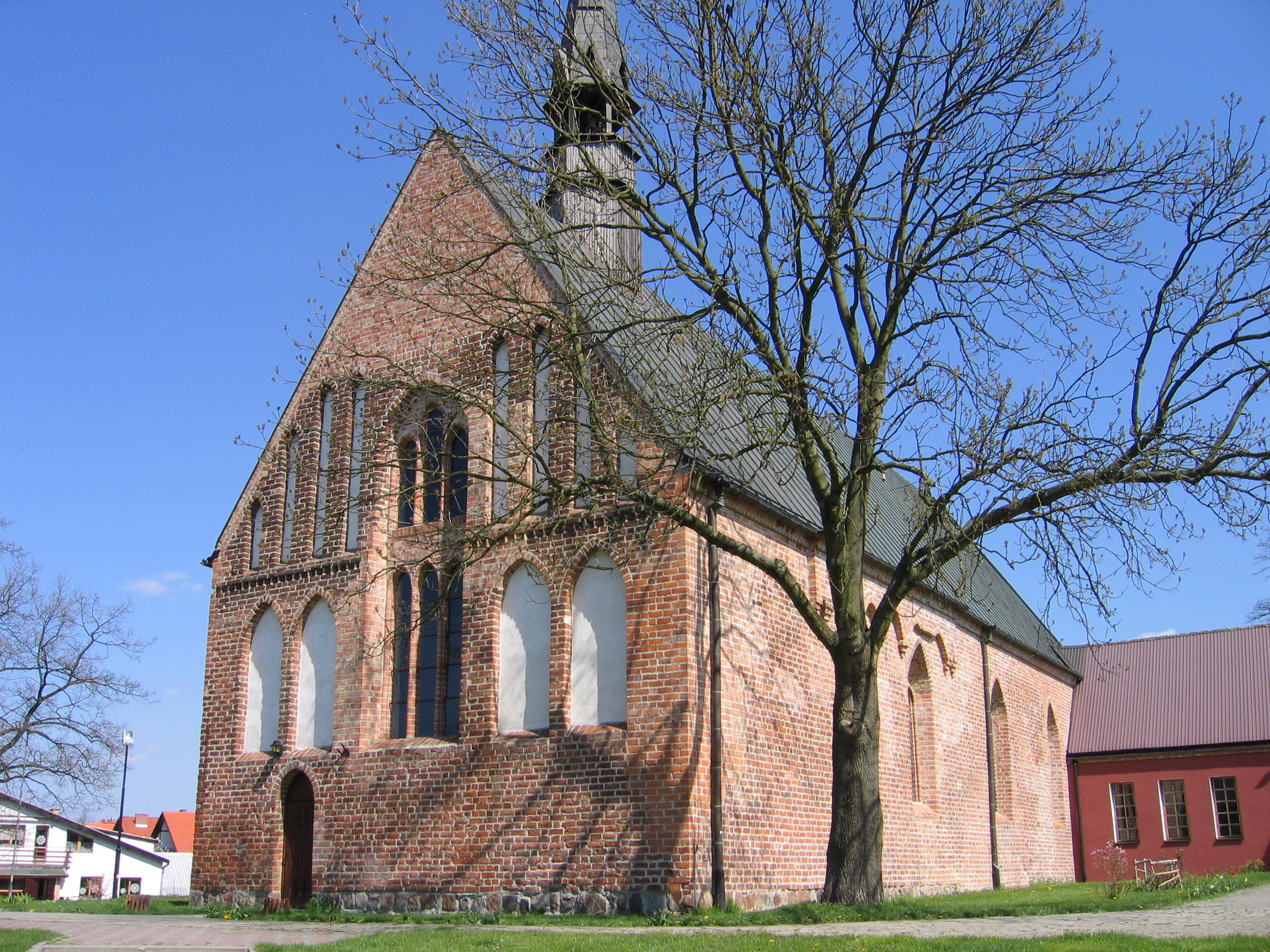
Kościół Matki Boski Bolesnej (Augustianów)

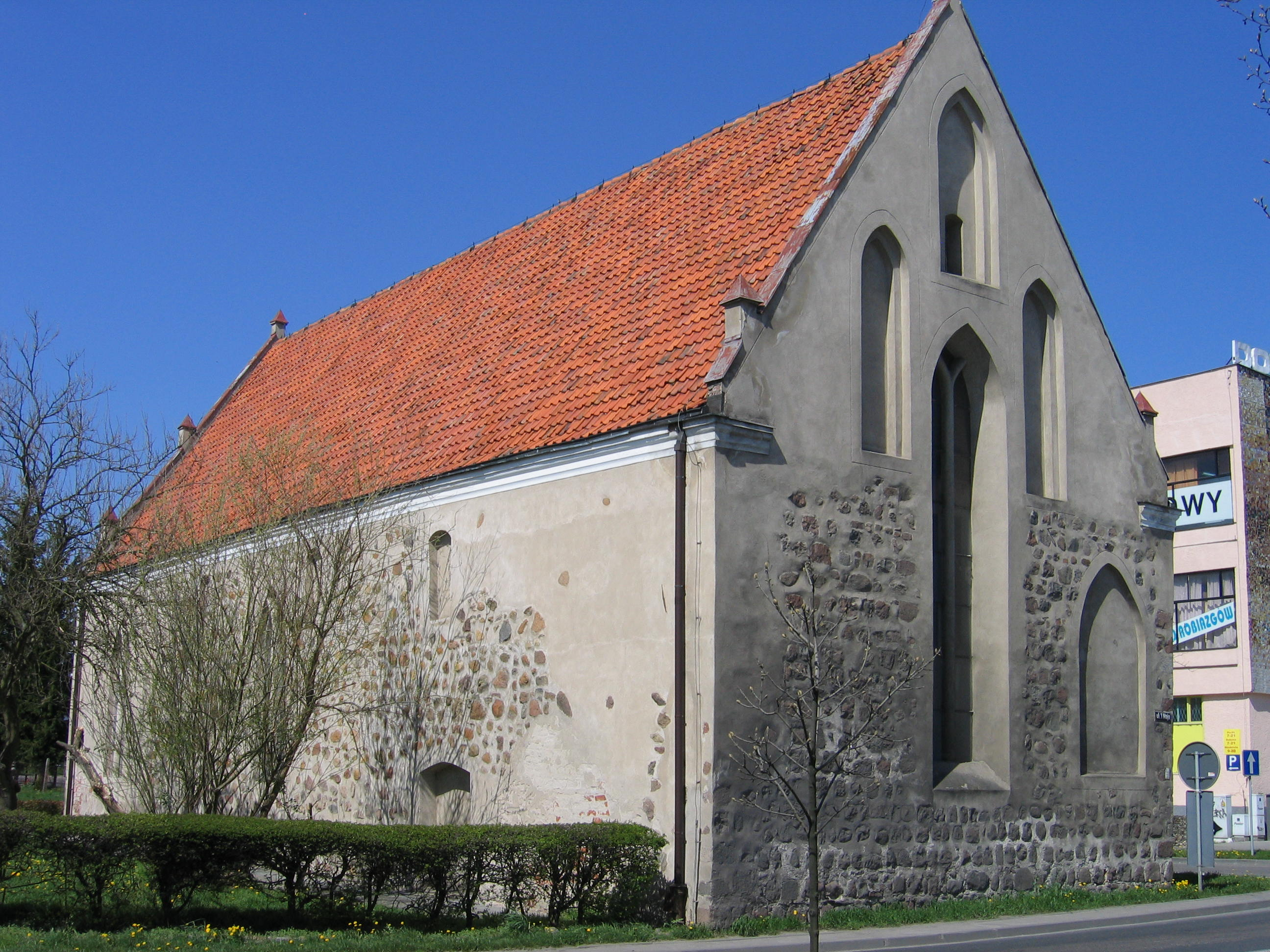
Kaplica św. Ducha (Szpitalna), obecnie Muzeum Ziemi Pyrzyckiej

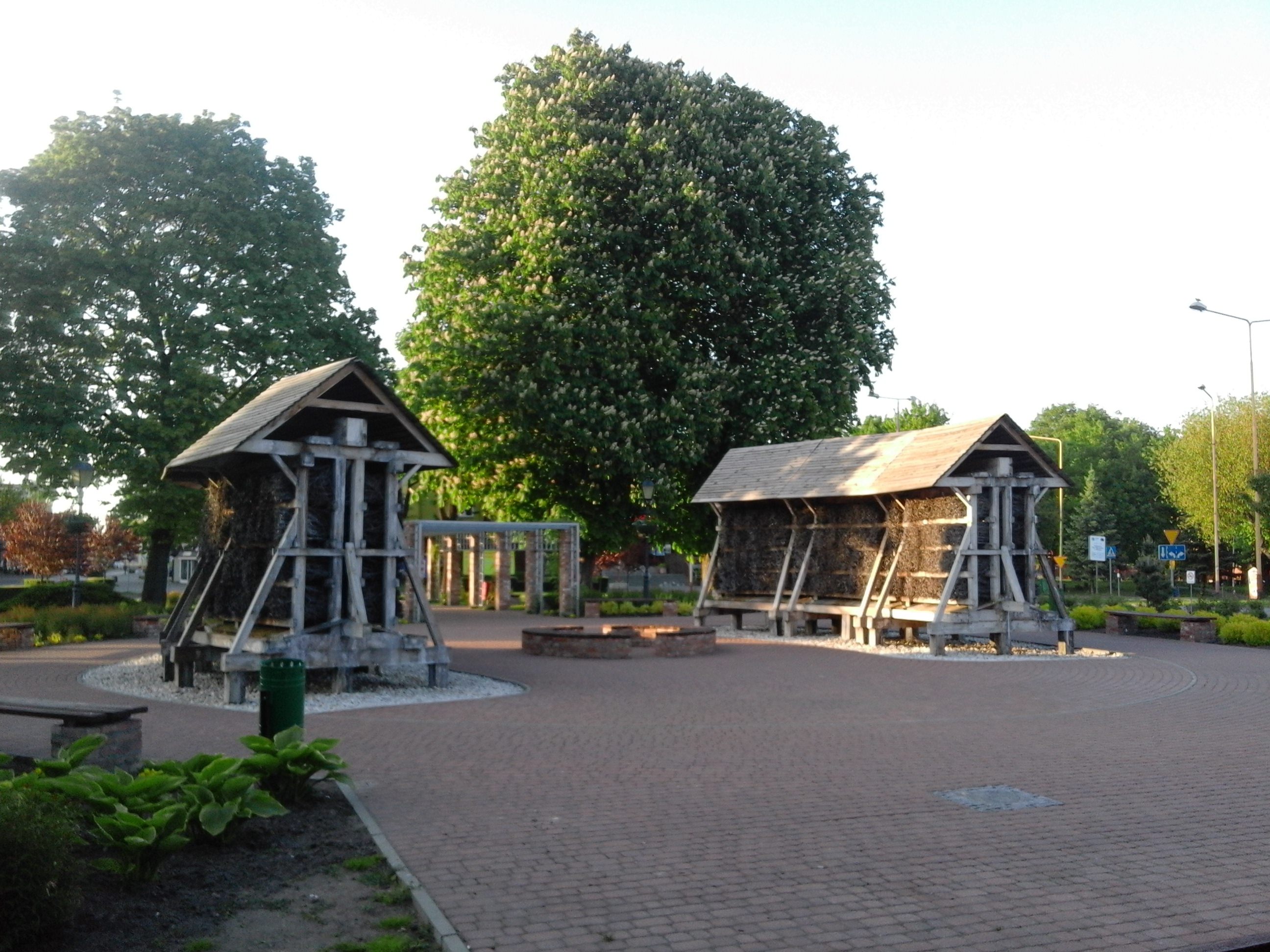
Mini Tężnie na pl. Wolności w Pyrzycach

- teren Starego Miasta pochodzący z XIII wieku[23], pierwotnie gęsto zabudowany kamienicami, obecnie blokowisko z lat 60. XX wieku
- pozostałości murów obronnych – mury obronne z 2. połowy XIII wieku, długości ok. 2000 metrów. W XV w. ich wysokość podwyższono do 7-9 m, rozbudowano przedbramia, baszty i czatownie. Po 1650 r. część czatowni zmieniono na domy dla biedoty. Po wojnie część murów odrestaurowano. Do dziś zachowały się baszty: Sowia, Prochowa, Lodowa, Pijacka, Mnisza. Wały z XIII w. otaczały miasto na długość 2250 m. Razem z fosą i stawami młyńskimi stanowiły dostateczne zabezpieczenie przed najazdami. W latach 1830–1845 wały zostały zamienione na promenadę spacerową. Fosy zostały częściowo zakopane i przeznaczone na ogrody
  - ruiny Bramy Szczecińskiej – Brama powstała w XII wieku. W XV w. liczyła 6 pięter i zwieńczona była stożkowym chełmem. Podczas II wojny światowej zniszczona do pierwszej kondygnacji, po wojnie nie prowadzono poważniejszych prac konserwacyjnych
  - Baszta Pijacka – z XV wieku. Średniowieczna „izba wytrzeźwień”, uszkodzona w 1945 r., odbudowana przez W. Kowalskiego w latach 1989–1990
  - Baszta Śpiącej Królewny (Bluszczu, Połówka, Łukowa) – przerobiona w XV w. z półokrągłej czatowni. Obecnie zniszczona, niezadaszona
  - ruiny Baszty Mniszej
  - Brama Bańska – zbudowana w latach 1260–1270 jako trzypiętrowa, w 1450 r. podwyższona do pięciu pięter. Uległa zniszczeniu w 1945 r. Po wojnie częściowo zrekonstruowana
  - Baszta Prochowa – pierwotnie czatownia, w XV–XVI wieku przerobiona i podwyższona; zrekonstruowana
  - Baszta Lodowa – powstała w XV – XVI wieku. Dawne lochy w dolnej kondygnacji wynajęte w XIX wieku na zamrażalnię mięsa. Odbudowana w latach 80. XX wieku
  - Baszta Sowia – powstała w wyniku rozbudowy półokrągłej czatowni. W XVI w. zwieńczona stożkowym hełmem. W XIX w. pełniła funkcję wieży widokowej.
- kościół pw. Wniebowzięcia NMP – po raz pierwszy wzmiankowany w 1312 r., kilkakrotnie zniszczony przez pożary, odbudowywany, po raz ostatni zniszczony w 1945 r. i odbudowany w latach 1958–1964 (ale bez wieży wschodniej). Wieżę zachodnią odbudowano w latach 1975–1976, w lipcu 1987 r. pokryto ją blachą miedzianą. W ścianie frontowej zachowane partie granitowe, w ścianie południowej dwa gotyckie portale. W ołtarzu głównym tryptyk z kaplicy cmentarnej w Gryficach. W prezbiterium witraże Janiny Spychalskiej ze Szczecina i Marii Uspiewskiej z Warszawy[24]. Kościół, wcześniej pod wezwaniem św. Maurycego, od 1958 r. nosi wezwanie Wniebowzięcia Najświętszej Marii Panny
- kaplica szpitalna Świętego Ducha z początku XV wieku. Od strony południowej przylegał do niej szpital-przytułek. Zniszczona w 1945 r., odbudowana w latach 1967–1969, została zaadaptowana na siedzibę biblioteki miejskiej (ul. Zabytkowa 84). W sierpniu 2013 w budynku uruchomiono Muzeum Ziemi Pyrzyckiej.
- studnia św. Ottona – studzienka wzniesiona w miejscu, z którego podczas chrztu Pyrzyczan w 1124 r. czerpał wodę św. Otton (obecnie ul. Warszawska). W 700-lecie wydarzenia, w 1824 r., studzienka została obudowana granitowymi blokami. Autorem projektu był wybitny niemiecki architekt Karl Friedrich Schinkel
- Kościół NMP Bolesnej – najstarszy kościół Pyrzyc, będący dawniej kościołem klasztornym augustianów. Zbudowany w 2. połowie XIII wieku, z cegły, na planie prostokąta. Posiada elementy wczesnogotyckie oraz barokową wieżę z XVIII w. Zniszczony 5 lutego 1945 r., podczas działań wojennych. Odbudowę rozpoczęto dopiero w maju 1987 r. Obecnie wewnątrz kościoła znajduje się tryptyk ołtarzowy, będący kopią wzorowaną na ołtarzu w Ciećmierzu koło Gryfic. Miejsce zwane Wzgórzem Chramowym, na którym stoi kościół, związane jest z misją chrystianizacyjną Ottona z Bambergu na Pomorzu Zachodnim. Jak podają źródła, stała tam niegdyś świątynia pogańska, którą Otton nakazał zburzyć, a na jej miejscu postawić kościół (ul. Staromiejska 28)
- dom przy ul. Bogusława 15 – budynek z ok. 1900 r. Obecnie poczta.

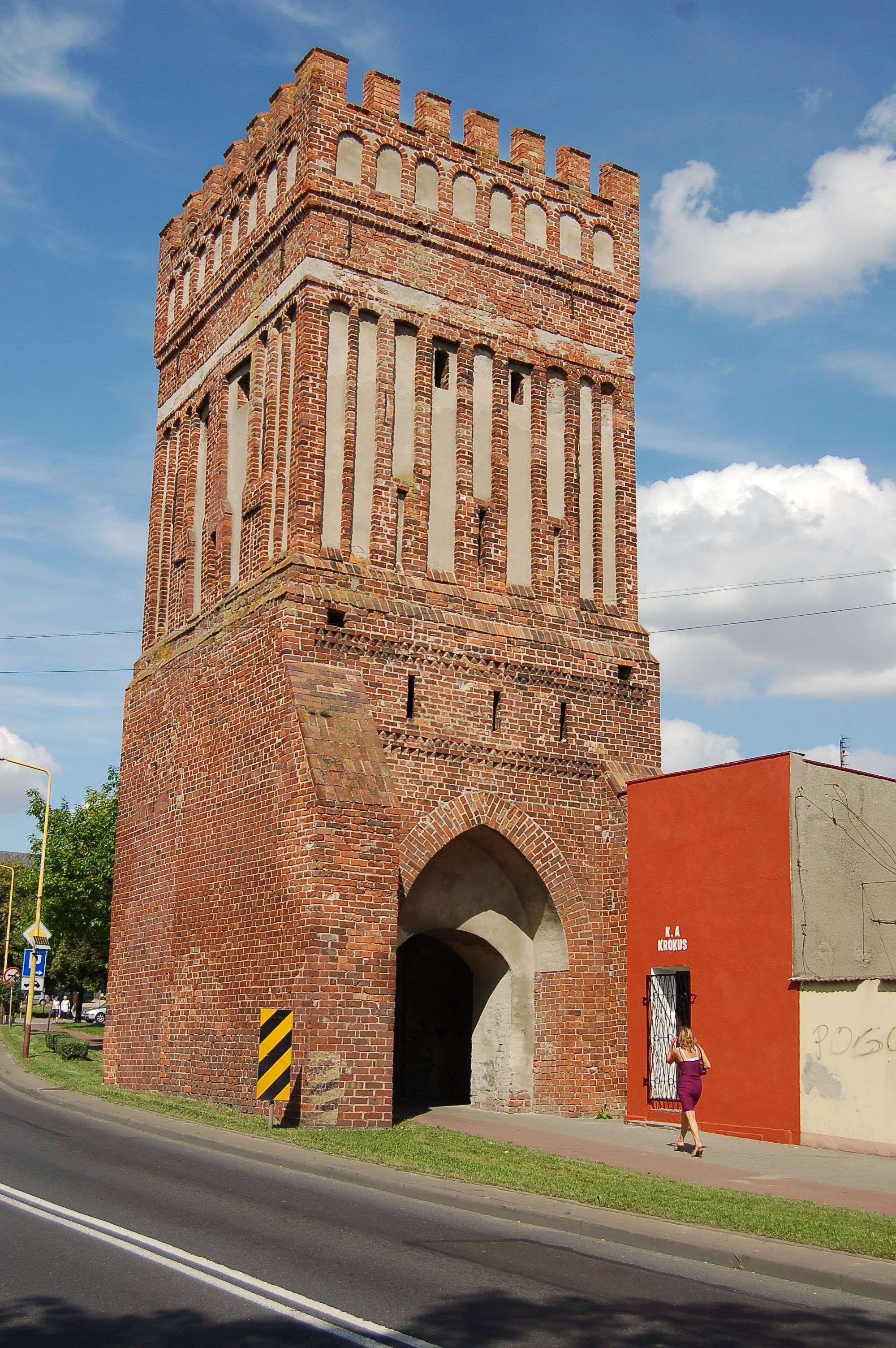
Brama Bańska
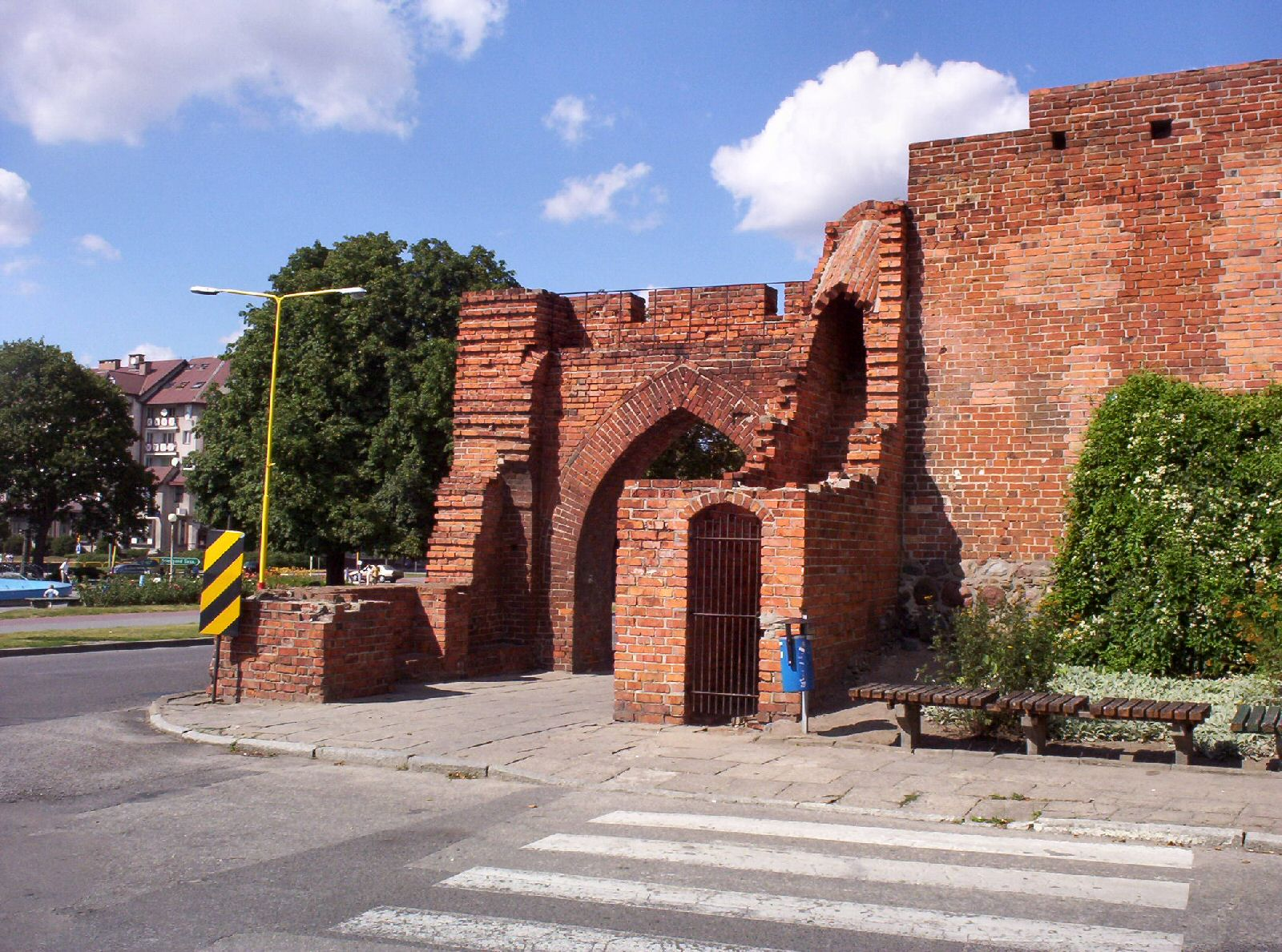
Brama Szczecińska
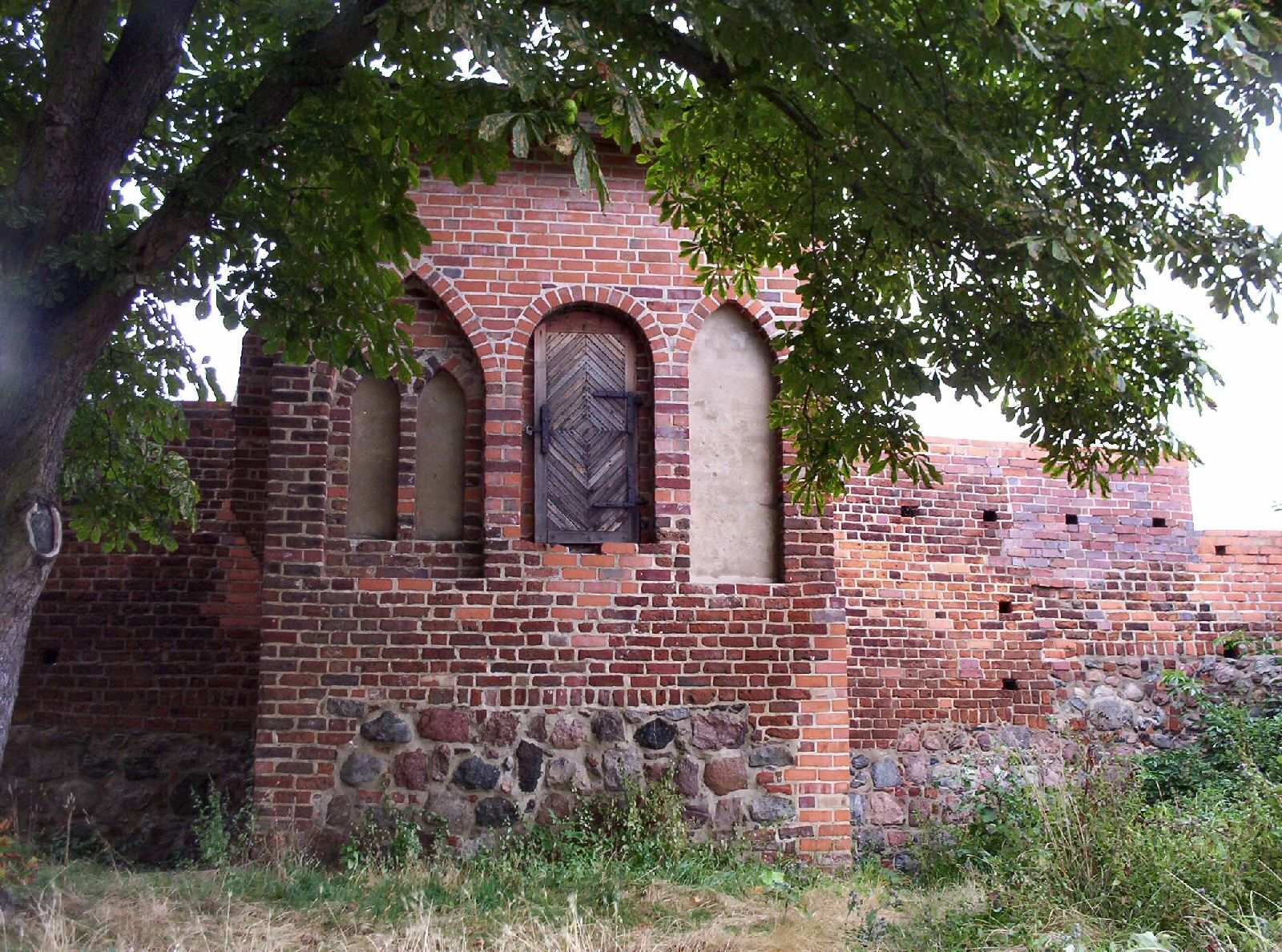
Baszta Pijacka
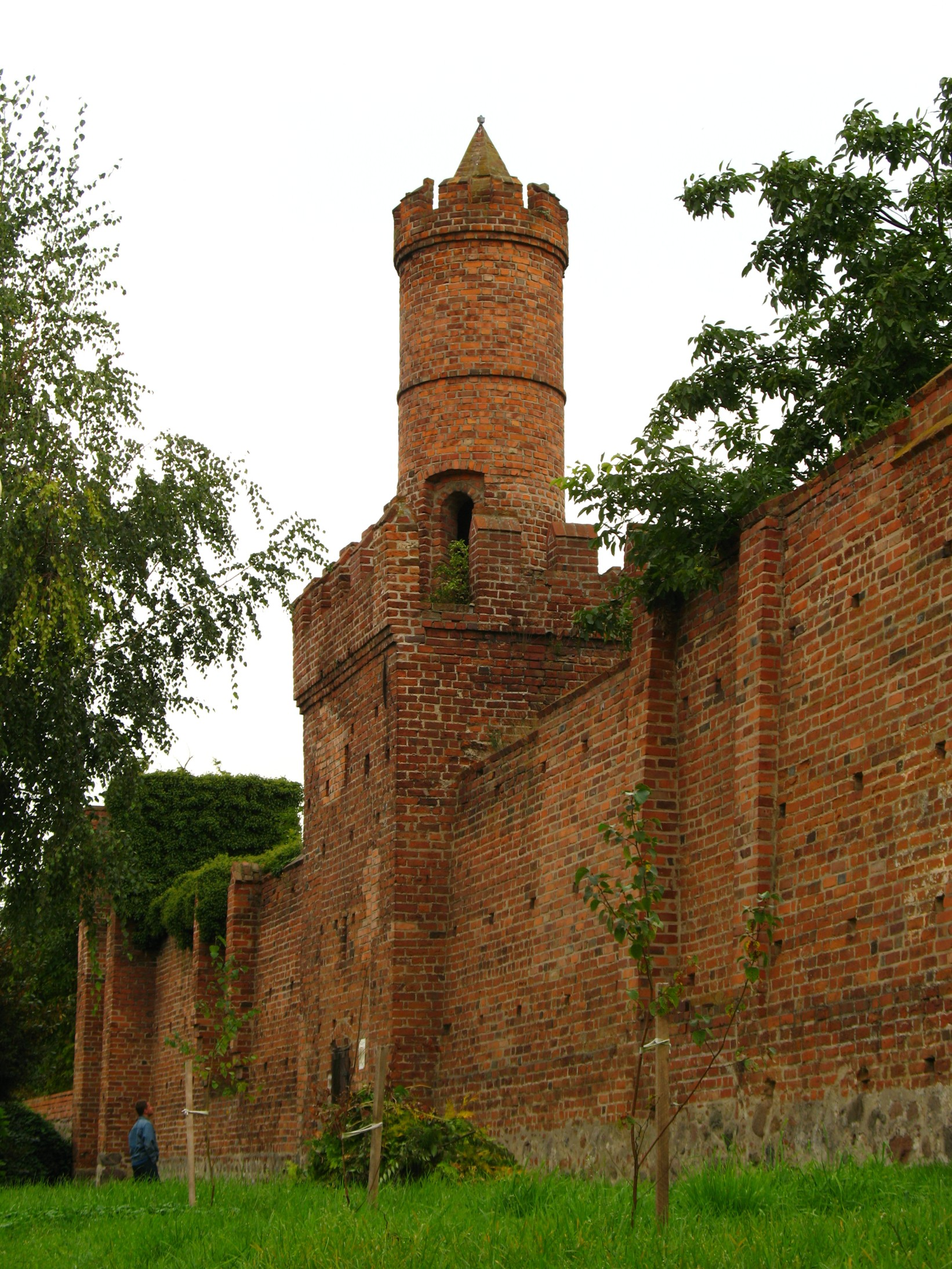
Baszta Prochowa i mury miejskie
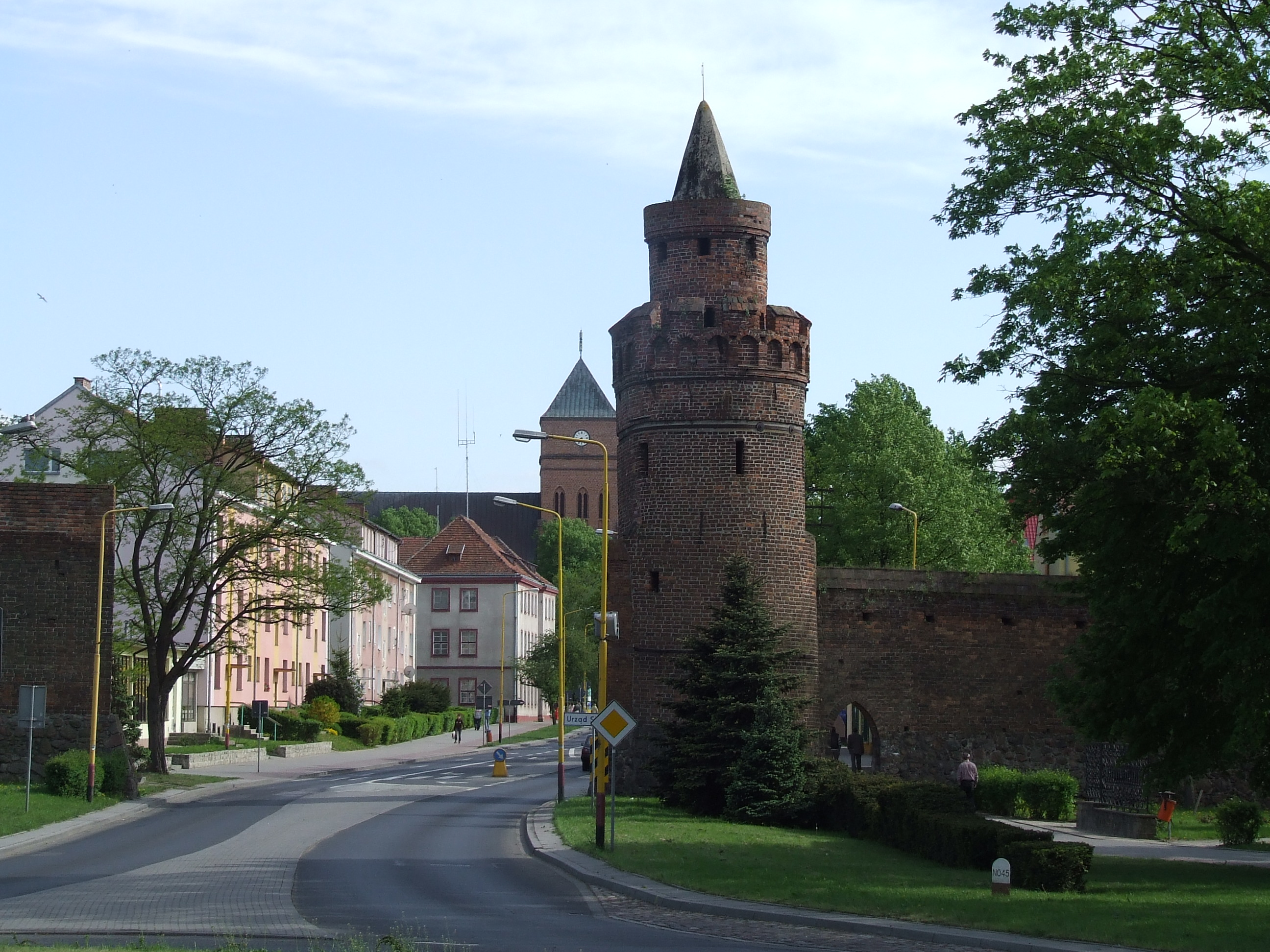
Baszta Sowia
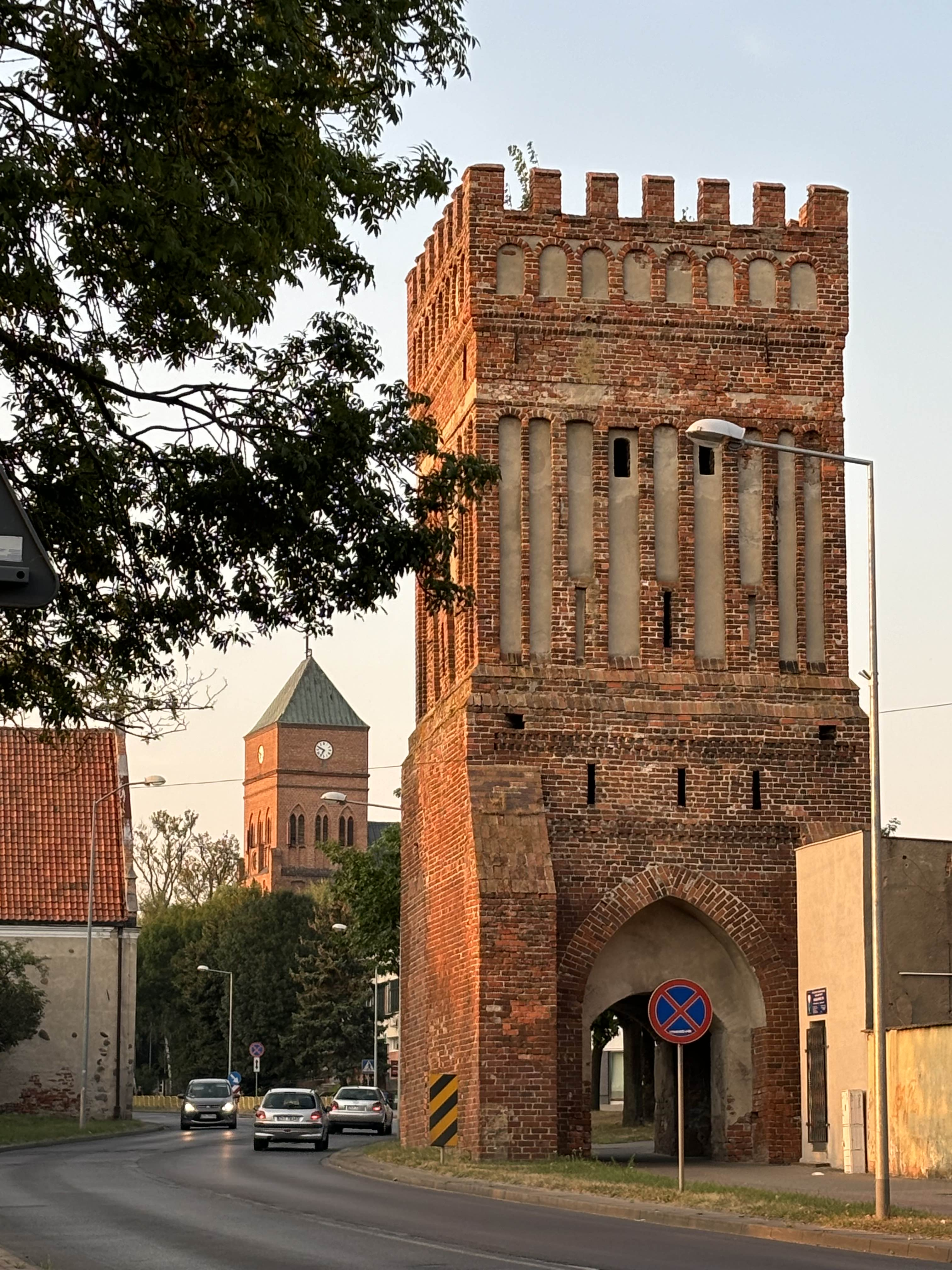
Brama Bańska z widokiem na kościół.

Obiekty historyczne w Pyrzycach:
- grodzisko – pozostałość po grodzie. Powstało na planie owalu, z wyodrębnionym wyższym i niższym grodem. Z terenu grodziska pochodzi wiele cennych znalezisk
- ratusz miejski – wzmiankowany w XIII w., kilkakrotnie niszczony przez pożary, odbudowywany. W XVI w. uchodził za największy i najpiękniejszy na Pomorzu Zachodnim. Elementy zabytkowe zachowane na poziomie piwnic
- zabudowa ul. Księcia Bogusława X – kamienice z XIX i pocz. XX wieku, neostylowe i secesyjne.

Obiekty warte obejrzenia w Pyrzycach
- mini tężnie – obiekt powstały we współpracy Geotermii Pyrzyce oraz spółki komunalnej Pyrzyckie Przedsiębiorstwo Komunalne. Jest to prototypowy model tężni, czyli obiektu wydzielającego aerozol z solanki.

## Transport

Mapka komunikacyjna gminy Pyrzyce

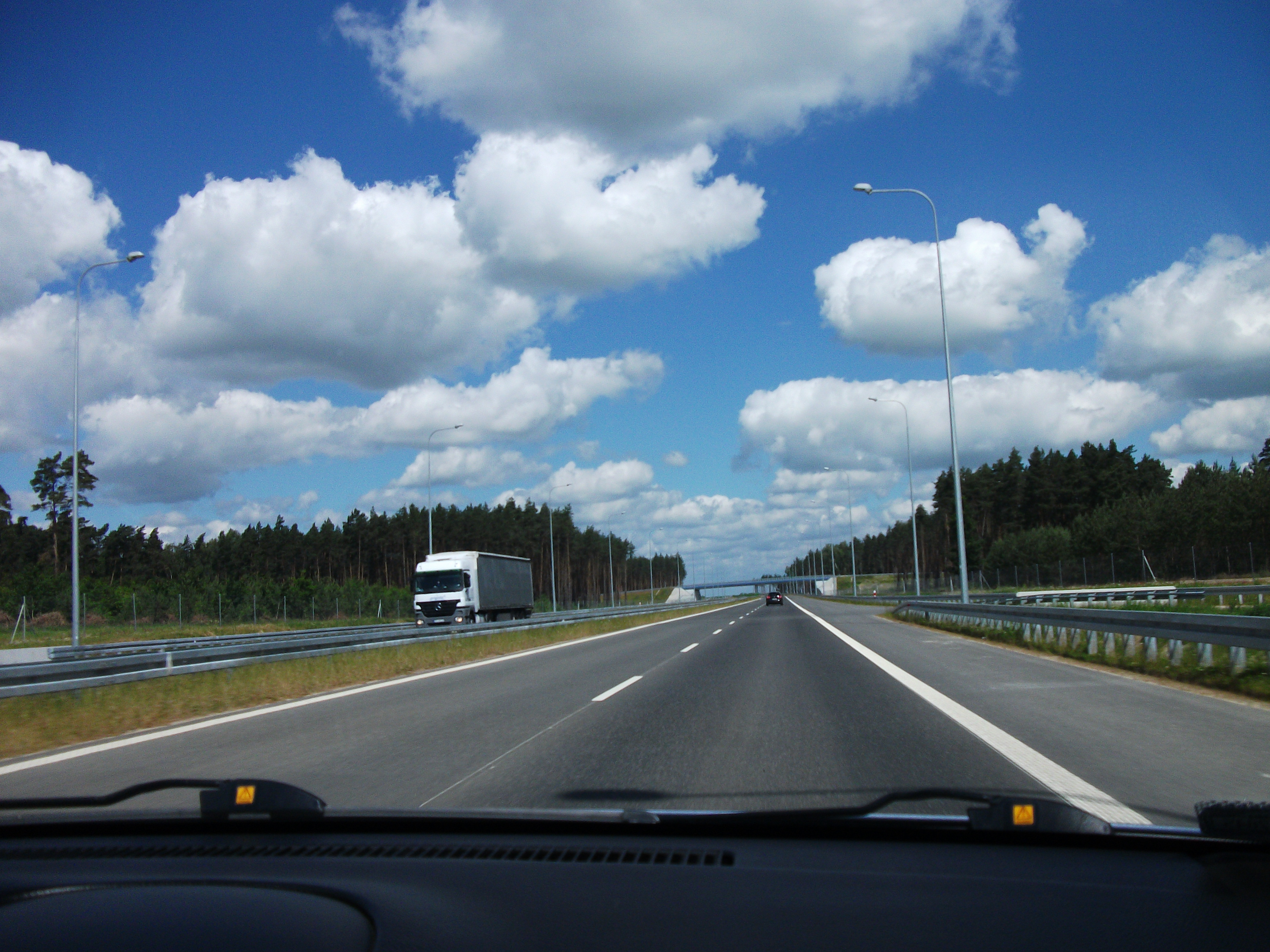
Droga ekspresowa S3 tuż za węzłem „Pyrzyce”

W mieście znajduje się dworzec kolejowy (obecnie nieczynny).
Dawniej przez Pyrzyce jeździły pociągi pasażerskie i towarowe ze Stargardu do Myśliborza (Kostrzyna) (linia rozebrana), Gryfina (linia rozebrana), Godkowa (linia rozebrana) i Płońska Pyrzyckiego (linia rozebrana).
Do 2014 roku jeździł pociąg towarowy głównie z materiałami do zakładu Maldrobud w Głazowie. Od rozkładu jazdy 2014/2015 (obowiązujący od grudnia 2014 roku) ruch kolejowy został całkowicie wstrzymany.
Przez miasto przebiegają trzy drogi wojewódzkie: nr 106, nr 119 i nr 122. Ponadto w pobliżu miasta biegnie droga ekspresowa S3.
Przewozy autobusowe prowadzi przedsiębiorstwo Paan Bus ze Starego Czarnowa. Dawniej tę rolę pełnił zlikwidowany PKS Stargard. Autobusy kursują do Szczecina, Gorzowa Wielkopolskiego, Stargardu, Barlinka oraz do innych miejscowości.

## Oświata
W Pyrzycach działają cztery przedszkola.
Szkoły podstawowe:
- Szkoła Podstawowa im. Leonida Teligi
- Szkoła Podstawowa im. Janusza Korczaka
- Niepubliczna Szkoła Podstawowa w Pyrzycach Pyrzyckiego Stowarzyszenia Oświatowego

Szkoły średnie:
- Zespół Szkół Nr 1 im. Noblistów Polskich
- Zespół Szkół Nr 2 Rolnicze Centrum Kształcenia Ustawicznego im. Tadeusza Kościuszki

Inne ośrodki edukacyjne:
- Specjalny Ośrodek Szkolno-Wychowawczy
- Szkoła Muzyczna I stopnia
- Centrum Edukacyjne Omnibus
- Zasadnicza Szkoła Zawodowa

## Kultura i rozrywka
- Pyrzycki Dom Kultury
- Biblioteka Miejska, a w niej Dział Tradycji i Promocji Regionu Pyrzyckiego.

Lista cyklicznych imprez kulturalnych i rozrywkowych, które odbywają się w Pyrzycach:
- Pyrzyckie Spotkania z Folklorem – jedna z największych imprez folklorystycznych w kraju, objęta patronatem Ministra Kultury i Dziedzictwa Narodowego, Wojewody i Marszałka Zachodniopomorskiego oraz Burmistrza Pyrzyc. Odbywa się co roku, od 1980 r., i prezentuje dorobek zespołów pieśni i tańca z Polski oraz z innych krajów europejskich. W 2009 r. odbyła się 30, jubileuszowa edycja imprezy.
- Piknik Drezynowy.

## Środki przekazu
Pierwsze próby stworzenia w Pyrzycach gazety pojawiły się w 1832 roku, kiedy drukarz Jantzen ze Schwedt/Oder zaproponował władzom wydawanie tygodnika. Wówczas burmistrzowi udało się pozyskać jedynie kilku prenumeratorów. W 1840 Jantzen znów zabiegał o wydawanie gazety w Pyrzycach i Stargardzie. 21 grudnia wydał jeden numer Pyritzer Kreisblatt. Dalej zbierano oferty od drukarzy (m.in. z Halle (Saale), Berlina czy Myśliborza). W 1842 pozyskano w Pyrzycach 141 prenumeratorów i Jantzen wydawał od lipca co jakiś czas Wochen u. Kreisblattes in Pyritz, a od 14 sierpnia 1845 tygodnik Wochen und Kreisblattes f. Stadt u. Kreis Pyritz. Gdy w radzie miejskiej wzmocniły się walki frakcyjne, swoje zabiegi o wydawanie czasopisma rozpoczął M. W. Siebert z Myśliborza, jednak ze względu na przedłużające się rozmowy z prezydentem rejencji zrezygnował. Powrócił w 1848 roku gdy rozpoczęła się walka Pyrzyc o przeniesienie siedziby powiatu ze Stargardu. Swoją gazetę „Kreis – Wochenblattes” wydał już 24 marca, ale szybko przeniósł się do Berlina i drukarnię przekazał pyrzyckiemu lekarzowi Dawidsonowi. Siebert wrócił od miasta po przeniesieniu władz powiatowych, oraz gdy 2 lipca 1849 otrzymał zgodę na wydawanie tygodnika Oeffentlichen Anzeiger. Drukarnię w 1850 sprzedał Janowi Spanierowi ze Stargardu. Wydawał on od 8 czerwca 1850 do stycznia 1852 Pyritzer Kreis-Wochenblatt. Od 1 stycznia 1852 wydawał w każdą sobotę tygodnik dla Pyrzyc, Barlinka, Lipian i Bań Wochenblatt f. Pyritz, Berlinchen, Lippehne und Bahn. 20 lipca 1853 pyrzycki Kreistag podjął uchwałę o wydawaniu od 1 października gazety powiatowej Pyritzer Kreisblatt. Zadanie to zlecił painerowi, który natychmiast je przyjął. Od 2 października w drukarni Backe w Pyrzycach drukowano wychodzący dwa razy w tygodniu Kreis-Blatt für den Pyritzer Kreis, później pod tytułem Pyritzer Kreisblatt. Od 1862 wychodził 3 razy w tygodniu w formacie 24 x 19 cm. W 1859 wydawnictwo, drukarnię i gazetę przejął Hesse. Jego zainteresowanie ambitną publicystyką społeczno-polityczną sprawiło, że od 25 marca 1862 wydawał 3 razy w tygodniu konserwatywną gazetę Allgemeine Pyritzer Zeitung. Samodzielnie działał tylko kwartał i od lipca był dodatkiem do Kreisblattu. Od stycznia 1862 3 razy w tygodniu wychodził Der Bote aus dem Weizacker.
Od kwietnia 1864 Pyritzer Kreisblatt był czterostronicowym dziennikiem z dodatkiem polityczno-społecznym. Od 1865 do 1878 wydawane znów trzy razy w tygodniu. Później do 1945 dziennik.
Po wojnie, od 1952 do 1954 organem władz był Głos Ziemi Pyrzyckiej. Od końca lat 80. do 1995 roku Podregion Pyrzycki NSZZ „Solidarność” wydawał gazetę „Baszta”, której tytuł i winieta nawiązywały do Baszty Sowiej – jednej z najbardziej rozpoznawalnych budowli Pyrzyc. W 1991 r. opublikowano trzy numery „Wiadomości Pyrzyckich”, które później przez krótki czas były pyrzyckim dodatkiem do „Gazety Wyborczej”. W latach 90. ukazywała się „Agropanorama na Pomorzu” – miesięcznik o tematyce rolno-gospodarczej, a w latach 1999–2000 tygodnik „7 Dni Pyrzyc”, który później został połączony z bliźniaczym 7 dni Stargardu i tym sposobem nastąpiło zamknięcie gazety. W tym samym czasie docierał do Pyrzyc miesięcznik Gazeta Nasza wzbogacany później o dodatek Kolumna pyrzycka. W lipcu i sierpniu w formacie dwutygodniowym wyszły cztery numery czasopisma Głos Pyrzycki.
Od 1991 r. do dziś wydawany jest miesięcznik „Gazeta Ziemi Pyrzyckiej”, od 2002 ukazuje się także dwutygodnik „Puls Powiatu”. Początkowo w dwóch mutacjach – pyrzyckiej i myśliborskiej (podtytuły odpowiednio: dwutygodnik powiatu pyrzyckiego i myśliborskiego), od 2004 przez trzy lata numerowany od nowa jako gazeta dla obu powiatów, bez podtytułu, natomiast od września 2007 wydawany wyłącznie w powiecie pyrzyckim z podtytułem „Dwutygodnik powiatu pyrzyckiego” i zachowaną numeracją od 2004 roku. Redakcja mieści się w Lipianach.
Oprócz oficjalnych stron internetowych w mieście działają dwa niezależne portale: Pyrzyce.info i Pyrzyce.biz.
Wiadomości lokalne z powiatów pyrzyckiego i myśliborskiego prezentuje radio VOX FM Lipiany. W mieście działalność prowadzi również Telewizja Aura, która od 2004 roku co drugi piątek emituje program informacyjny „Spichlerz”, produkowany przez Pyrzycki Dom Kultury. Nieregularnie pojawiają się też „Rozmowa Spichlerza”, program Liceum Ogólnokształcącego „W rytmie młodzieży”, a także retransmisje obrad Rady Miasta i Rady Powiatu. W pozostałym czasie prezentowany jest widok miasta z kamery umieszczonej na dachu budynku Pyrzyckiego Domu Kultury.

## Bezpieczeństwo

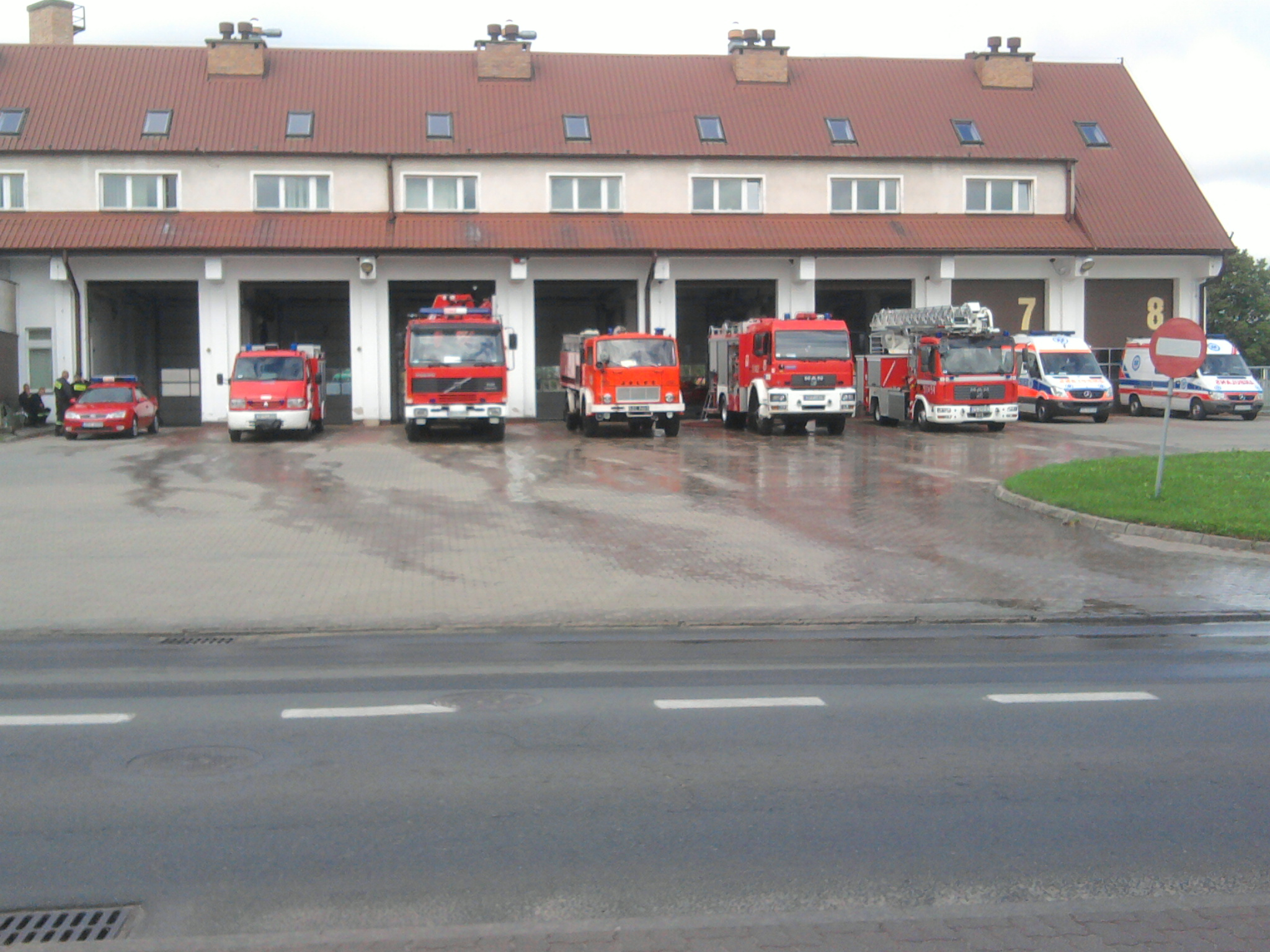
Budynek Komendy Powiatowej Państwowej Straży Pożarnej w Pyrzycach

W Pyrzycach znajdują się Komenda Powiatowa Policji, Komenda Powiatowa Państwowej Straży Pożarnej oraz Straż Miejska.
W mieście funkcjonuje stacja pogotowia ratunkowego, podległa Wojewódzkiej Stacji Pogotowia Ratunkowego w Szczecinie.
W 2006 r. uruchomiono monitoring miasta.

## Opieka zdrowotna
- Szpital Powiatowy
- Poradnia Rejonowa Eskulap
- Zakład Opiekuńczo-Leczniczy
- Niepubliczny Specjalistyczny Zakład Opieki Zdrowotnej Multimed

## Religia

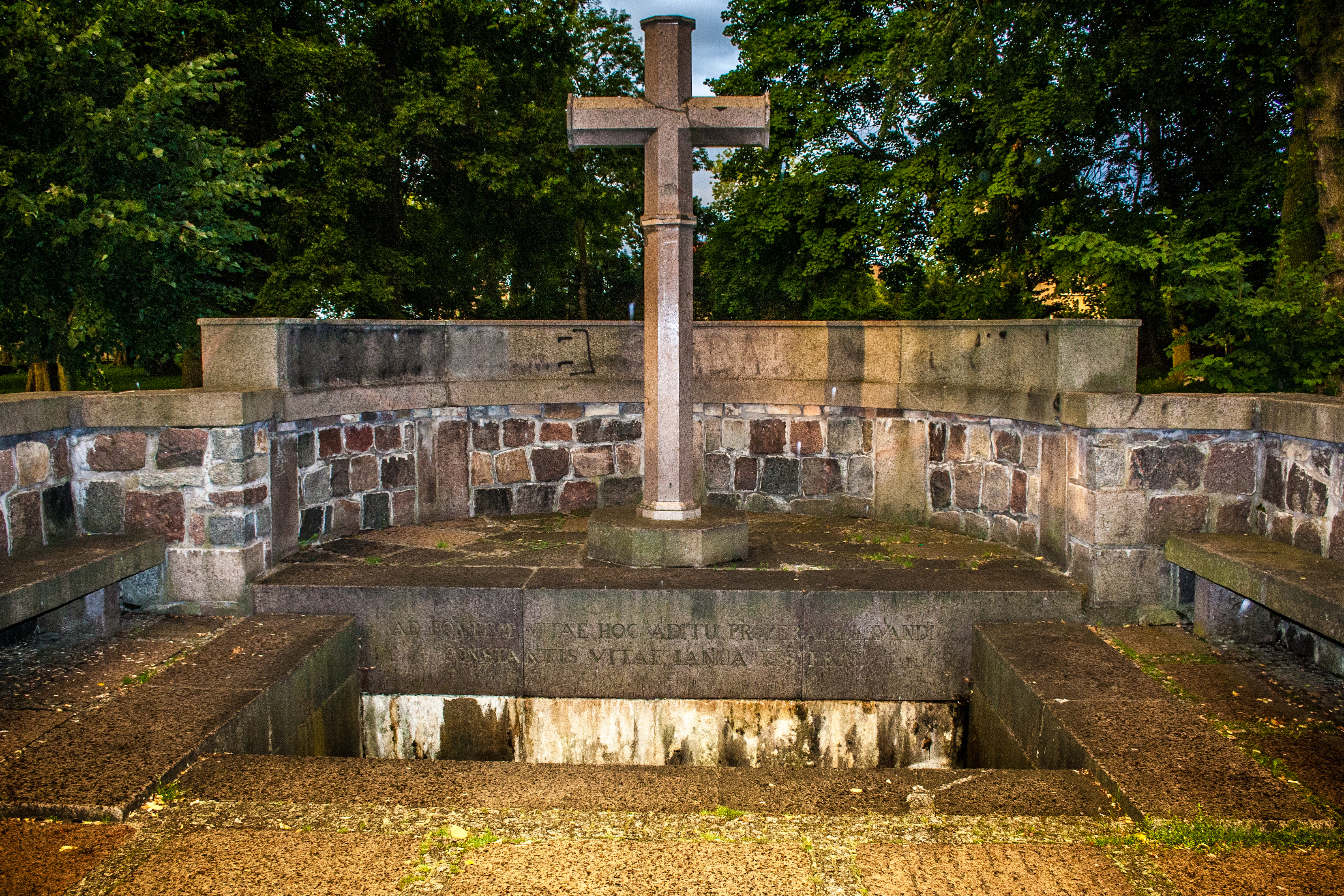
Studzienka św. Ottona (przy ul. Warszawskiej)

Miasto jest siedzibą dekanatu Pyrzyce w archidiecezji szczecińsko-kamieńskiej Kościoła rzymskokatolickiego. Pyrzyce mają dwie parafie: św. Ottona oraz Najświętszej Marii Panny Bolesnej.
Działalność prowadzi tu również zbór Kościoła Zielonoświątkowego „Syloe” (nabożeństwa odbywają się w budynku PZMot przy ul. Sportowej 1). W mieście swoją Salę Królestwa posiadają Świadkowie Jehowy. 
Przed II wojną światową w Pyrzycach znajdowały się trzy kościoły ewangelickie, jeden kościół katolicki (przy ob. ulicy Lipiańskiej), synagoga (przy ob. ul. Krótkiej), klasztor pofranciszkański (po reformacji muzeum) oraz klasztor poaugustiański (po reformacji kościół ewangelicki) oraz dom modlitwy Braci plymuckich (w miejscu obecnego domu kultury). Przed reformacją w obrębie murów, jak i poza nimi, znajdowało się kilkanaście kaplic. Wyznawcy judaizmu w mieście stanowili w 1862 roku 299 osób. 5 lat później było ich już 356. W miejsce synagogi z 1794 roku w 1870 wybudowano nową przy ulicy Małej Tkackiej (ob. Krótka).
Nieopodal placu Zwycięstwa (ob. Wolności), w miejscu budynku obecnego domu kultury, w 1996 roku odkryto w metalowym pojemniku akt erekcyjny (były w nim również m.in. Biblia i gazety) z 17 marca 1907 roku domu modlitwy Christliche Gemeinschaft – Kościoła, zwanego również zborem Braci plymuckich, powstałego w Pyrzycach. Budynek miał w sobie salę modlitwy, mieszkanie duchownego, kuchnię i salę dla młodzieży. Utrzymywano go ze zbiórek. Gdy w XVI wieku Pomorze stało się krajem protestanckim, katolicyzm nie posiadał własnych świątyń, ani kapłanów. Katolicy zaczęli się pojawiać na początku XVIII wieku w garnizonach, w których obecnych było wielu Polaków. W 1783 roku komendant garnizonu szczecińskiego prosił władze kościelne o zezwolenie na odprawianie nabożeństw w kaplicy św. Ducha. W 1812 roku w liczących 2855 mieszkańców Pyrzycach katolicy stanowili 0,63% (18 osób), w roku 1831 było to 0,7% (31 wyznawców), w 1834 42 osoby, natomiast w 1840 r. 37 osób. Od lat 60. XIX wieku Pyrzyce obsługiwała nowo powstała parafia katolicka pw. św. Józefa w Stargardzie należąca do diecezji wrocławskiej. Msze Święte były odprawiane osiem razy w roku w sali ratuszowej. Na przełomie XIX i XX wieku zaczęli przyjeżdżać robotnicy sezonowi, z których większość stanowili Polacy. Wówczas brakowało duchownych potrafiących mówić w języku polskim. Wiernych od kościoła odstraszały niemieckie kazania i modlitwy, a około roku 1906 zaczęli oni bojkotować kościoły. Wymuszali strajkami obsługę duszpasterską przez polskich duchownych. W 1910 r. katolików było już 103 i stanowili oni 1,2% ogółu mieszkańców Pyrzyc, natomiast w okolicach miasta szacowano ich liczbę na 1800. Powstały wówczas warunki do organizacji parafii, która powinna mieć 100 katolików lokalnych i 200 sezonowych. Wobec naporu Polaków magistrat w 1909 roku wypowiedział używanie sali ratuszowej. Wobec tego robotnicy z uzbieranych składek zaadaptowali na kaplicę stodołę przy ulicy Myśliborskiej (ob. Lipiańskiej).

## Honorowi obywatele
Lista honorowych obywateli miasta po 1989 roku:
- ks. Franciszek Gałdyś TChr – były proboszcz parafii św. Ottona w Pyrzycach, obecnie proboszcz parafii polskiej w Subotnikach na Białorusi[30]
- Wolfgang F. Bynhage
- prof. dr hab. Edward Rymar – profesor Uniwersytetu Szczecińskiego, zajmuje się głównie badaniem dziejów Pomorza Zachodniego w epoce średniowiecza
- ks. January Żelawski – proboszcz parafii w Brzesku i kustosz Sanktuarium Matki Bożej Brzeskiej
- Jan Veldkamp
- Marian Matysiak – były przewodniczący rady miejskiej, pedagog, dyrektor Ośrodka Szkolno-Wychowawczego
- Eugeniusz Tarka
- Gerteric Lindquist - prezes koncernu NIBE, inwestor w zakładach Backer OBR
- ks. Waldemar Gasztkowski – proboszcz jednej z parafii w Policach, dawniej pyrzycki dziekan[31]
- Wojciech Matusiak – kolarz, olimpijczyk
- Stanisław Grzejszczak – honorowy sołtys Pyrzyc
- ks. Tomasz Koszyk TChr – były proboszcz parafii NMP Bolesnej w Pyrzycach (1988–1993)[30]
- Władysław Sadłoń – w uznaniu zasług dla Gminy Pyrzyce[32]
- Józef Kędziora – członek Związku Kombatantów RP i Byłych Więźniów Politycznych koła w Pyrzycach, współzałożyciel Stowarzyszenia Uniwersytet Trzeciego Wieku w Pyrzycach, pisarz[33]
- Jerzy Goclik – zasłużony działacz sportowy[34]

## Administracja
Miasto jest siedzibą gminy miejsko-wiejskiej. Mieszkańcy Pyrzyc wybierają 10 radnych z 15-osobowej Rady Miejskiej w Pyrzycach. Pozostałych 5 radnych wybierają mieszkańcy terenów wiejskich gminy Pyrzyce. Przewodniczącym rady miejskiej jest Paweł Chyt. Organem wykonawczym jest burmistrz w osobie Marzeny Podzińskiej, która piastuje ten urząd od 2014 roku. Siedzibą władz jest budynek przy placu Ratuszowym.
Miasto jest też siedzibą władz powiatu pyrzyckiego: 5-osobowego zarządu powiatu i 17-osobowej rady powiatu.
Mieszkańcy Pyrzyc wybierają parlamentarzystów z okręgów z siedzibą komisji wyborczej w Szczecinie, a posłów do Parlamentu Europejskiego z okręgu wyborczego nr 13.

## Sport
Miejski Ludowy Klub Sportowy Sokół Pyrzyce – klub piłkarski założony w 1958 roku. W sezonie 2021/2022 zespół występował w klasie okręgowej, w grupie zachodniopomorskiej.
Lista obiektów sportowych i rekreacyjnych w Pyrzycach:
- stadion miejski im. Leszka Słoninki OSiR Pyrzyce przy ul. Sportowej; 4 tys. miejsc, w tym 2 tys. siedzących
- hala widowiskowo-sportowa OSiR przy ul. Rolnej
- boiska wielofunkcyjne OSiR przy ul. Sportowej
- boisko wielofunkcyjne przy ul. Lipiańskiej
- zespół boisk ogólnodostępnych przy ul. Młodych Techników „Moje boisko – Orlik 2012”

## Turystyka
W mieście zaczyna się  Szlak Ziemi Pyrzyckiej im. Stanisława Jansona, będący oznakowanym szlakiem turystycznym o długości 58 kilometrów. Biegnie on na trasie: Pyrzyce – Brzesko – Przelewice (ogród dendrologiczny) – Koszewo – Morzyczyn.

### Miasta partnerskie
- Bad Sülze
- Goleniów
- Hörby
- Korbach
- Vysoké Mýto
- Złocieniec
- Gostynin
- Carpinone[36]